# Villa La Belle Époque
La villa El Patio est une maison située 18 rue Cronstadt, à Nice, en France. 

## Historique
La maison a été construite pour M. Félix Enos, par l'architecte Jean-Baptiste Blanchi (18 octobre 1852 - 24 avril 1913). Elle était alors connue sous le nom de Villa Enos ou Chalet Enos.
La villa a été achetée en 1991 par trois sociétés de promotion immobilière.
La villa El Patio est inscrite au titre des monuments historiques depuis le 23 octobre 1992. 
L'édifice a reçu le label « Patrimoine du XXe siècle ».

## Description
La villa est située à l'intersection de la rue Cronstadt et de la rue du Maréchal-Joffre. C'est une des rares villas construites à la Belle Époque encore subsistante à Nice.
Elle présente une décoration en stuc réalisée par le sculpteur Michel de Tarnowski. Elle possède aussi un jardin d'hiver imposant.